# Crepidium tripartitum
Crepidium tripartitum är en orkidéart som först beskrevs av Johannes Jacobus Smith, och fick sitt nu gällande namn av Marg.. Crepidium tripartitum ingår i släktet Crepidium, och familjen orkidéer. Inga underarter finns listade i Catalogue of Life.